# Haplochromis nyererei
Espèce
Statut de conservation UICN

 LC  : Préoccupation mineure
Haplochromis nyererei est une espèce de poissons d'eau douce de la famille des Cichlidae.

## Répartition
Ce poisson est endémique de Tanzanie où il ne se rencontre que dans le lac Victoria.

## Description

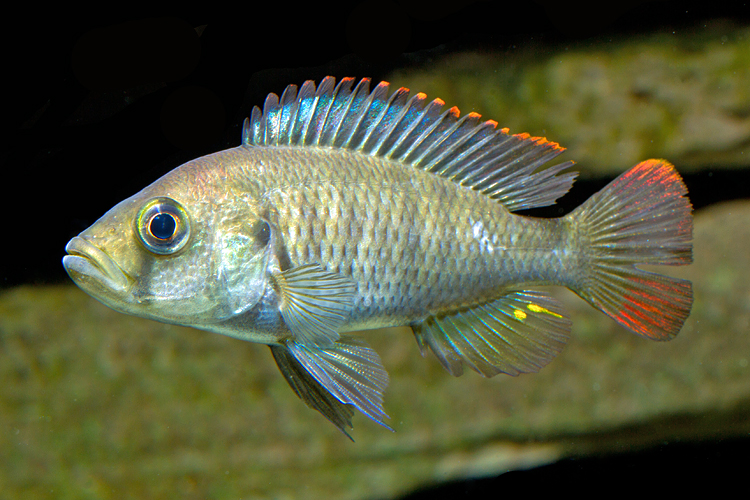
Haplochromis nyererei, femelle.

Haplochromis nyererei peut mesurer jusqu'à 77 mm, queue non comprise. Ce poisson se nourrit d'insectes et d'algues. Les œufs sont incubés dans la bouche des femelles.

## Systématique
Le nom valide complet (avec auteur) de ce taxon est Haplochromis nyererei Witte-Maas (d) & Witte (d), 1985.
Haplochromis nyererei a pour synonymes incorrectes :
- Pundamilia nyerere (Witte-Maas & Witte, 1985)
- Pundamilia nyererei (Witte-Maas & Witte, 1985)

### Étymologie
Son épithète spécifique, nyererei, lui a été donnée en l'honneur de Julius Nyerere (1922-1999) alors président de la république unie de Tanzanie.

### Publication originale
- (en) Els L. M. Witte-Maas, « Haplochromis nyererei, a new cichlid fish from Lake Victoria named in honour of Mwalimu Julius Nyerere, President of Tanzania », Special publication, University of Leiden, Leyde,‎ 1985, p. 1-13.